# Geosmine
Geosmine is een organische verbinding die geproduceerd wordt door micro-organismen, waaronder bacteriën uit het geslacht Streptomyces die leven in de bodem en rottend materiaal op en in de bodem, en door blauwalgen (cyanobacteriën). Het is een bicyclisch alcohol.

## Typische geur
Geosmine heeft een geur die doet denken aan versgeploegde grond of modder. De naam van de stof is afgeleid van de Griekse woorden voor 'aarde' en 'geur'. Het draagt bij aan de geur die men kan waarnemen bij een regenbui na een langere droge periode, die wetenschappelijk onderzocht is en als petrichor aangeduid wordt. De geurdrempel is zeer laag; het is waarneembaar vanaf minder dan één ppb.

## Rol als aromastof
Geosmine is verantwoordelijk voor de typische smaak van rauwe rode biet, maar het geeft een grondsmaak aan drinkwater, wijn en andere voedingsstoffen waarin het terechtkomt. Vissen gekweekt in water waarin geosmine voorkomt afkomstig van blauwalgen, smaken er ook naar.

## Biosynthese
De biosynthese van geosmine werd pas in 2006 ontrafeld. Farnesyldifosfaat, een precursor van terpenen, terpenoïden en sterolen, wordt in twee stappen door een bifunctioneel enzym omgezet, eerst in germacradienol, en daarna in geosmine. Een uiteinde van het enzym katalyseert de eerste stap en het andere uiteinde de tweede stap.

## Verwijdering van geosmine
In een zure oplossing wordt geosmine omgezet in het reukloze argosmine. De muffe smaak van vis veroorzaakt door geosmine kan men dus verminderen door azijn en andere zure ingrediënten toe te voegen. Bij wijn is dit niet bruikbaar; hiervoor blijkt een behandeling met druivenpitolie het meest efficiënt, maar daardoor wordt de concentratie van andere vluchtige componenten die bijdragen tot de smaak van de wijn ook verlaagd. Bruikbare technieken om geosmine uit drinkwater te verwijderen zijn adsorptie aan actieve kool, ozonolyse of biofiltratie.